# هنري بروكس آدمز
هنري بروكس آدمز (بالإنجليزية: Henry Brooks Adams) (ولد 16 فبراير 1838 - توفي 27 مارس 1918) كان مؤرخًا أمريكيًا وعضوًا في عائلة آدمز السياسية، وينحدر من رئيسين للولايات المتحدة.
كخريج شاب من جامعة هارفارد، كان سكرتير والده، تشارلز فرانسيس آدمز، سفير أبراهام لينكون إلى المملكة المتحدة. أثَّر النشر في الرجل الشاب وخصوصًا من خلال الخبرة الدبلوماسية في زمن الحرب، وانغماسه في الثقافة الإنجليزية، وخصوصًا أعمال جون ستيوارت ميل. بعد الحرب الأهلية الأمريكية، أصبح صحفيًا سياسيًا استضاف أبرز مثقفي أمريكا في منزليه في واشنطن وبوسطن.
خلال فترة حياته، كان يَشتَهر بكتابه تاريخ الولايات المتحدة خلال إدارتي توماس جيفرسون وجيمس ماديسون، وهو عملٌ من تسعة مجلدات، يُشاد بأسلوبه الأدبي.
فازت مذكراته التي نُشرت بعد وفاته بعنوان تعليم هنري آدمز بجائزة بوليتزر ومضت لتحصل على لقب أفضل كتاب غير خيالي باللغة الإنجليزية للقرن العشرين من قبل مودرن لايبراري.

## النشأة
وُلد في بوسطن، ابن تشارلز فرانسيس آدمز الأب (1807-1886) وآباغيل بروكس (1808-1889) لواحدةٍ من أبرز العوائل في البلد. كان كلٌ من جده من جهة الأب، جون كوينسي آدامز، ووالد جده، جون آدمز، من أبرز الآباء المؤسسين، وكانوا رؤساء للولايات المتحدة؛ كان جده من جهة الأم، بيتر تشاردون بروكس، مليونيرًا؛ ووالد جده الآخر، ناثانيل غورهام، كان قد وقَّع الدستور.
بعد تخرجه من جامعة هارفارد عام 1858، باشر بجولة كبيرة لأوروبا، والتي حضر فيها محاضراتٍ عن القانون المدني في جامعة برلين. تم ضمه إلى أخوية فاي كابا بّسي كعضو فخري في المعرض العالمي الكولومبي لعام 1893 من قبل هاريس جاي. رايان، وهو حَكمٌ في المعرض للهندسة الكهربائية. من خلال تلك المنظمة، كان عضوًا في جمعية إيرفينغ الأدبية.

## سنوات الحرب الأهلية
عاد آدمز إلى البيت من أوروبا في خضم الانتخابات الرئاسية الساخنة لعام 1860، والتي كانت أيضًا السنة التي سعى فيها والده تشارلز فرانسيس آدمز لإعادة انتخابه لمجلس النواب للولايات المتحدة. جرَّب ممارسة القانون مرة أخرى، وحصل على وظيفة مع شركة القاضي هوراس غراي في بوسطن، ولكن هذا كان قصير الأمد. بعد إعادة انتخابه الناجحة، طلب تشارلز فرانسيس من هنري أن يكون سكرتيره الخاص، مستمرًا بنمط الأب-الأبن الذي أرساه جون وجون كوينسي وما يدل على اختيار تشارلز فرانسيس لهنري باعتباره النجل السياسي لذلك الجيل من العائلة. تحمل هنري المسؤولية دون حماس ومع الكثير من الشك في نفسه. »لم يكن لديَّ الكثير لأفعله«، أكَّد لاحقًا، »لم أعرف كيف أفعلها بالشكل الصحيح.« خلال هذا الوقت، كان آدمز مراسل واشنطن المجهول لجريدة بوسطن ديلي أدفّرتايزر لتشارلز هيل.
في 19 مارس، 1861، عَّين أبراهام لينكون تشارلز فرانسيس آدمز الأب سفيرًا للولايات المتحدة لدى المملكة المتحدة. رافق هنري والده إلى لندن بصفته سكرتيره الخاص. أصبح أيضًا مراسل لندن المجهول للنيويورك تايمز. أُبقي آدمز ووالده مشغولين للغاية، يراقبون المؤامرات الدبلوماسية الكونفدرالية ويحاولون إعاقة بنية المغيرين التجاريين الكونفدراليين بواسطة أحواض بناء السفن البريطانية (أنظر إلى دعاوى تعويض ألباما). طرحت كتابات هنري للتايمز أن على الأمريكيين التحلي بالصبر مع البريطانيين. بينما كان آدمز يُصادَق من قبل العديد من الرجال المعروفين في بريطانيا، ومن ضمنهم تشارلز ليل، فرانسيس تي. بالغريف، ريتشارد مونكتون ميلنيس، جيمس ميلنيس جاسكل، وتشارلز ميلنيس جاسكل. عمل على تقديم الشاب هنري جيمس إلى المجتمع الإنجليزي، بمساعدة صديق عمره تشارلز ميلنيس جاسكل وزوجته ليدي كاثرين (اسمها عند الولادة: والوبّ). خلال وجوده في بريطانيا، قرأ وجذبته أعمال جون ستيوارت ميل. يبيَّن كتاب ميل اعتبارات بخصوص الحكومة التمثيلية بالنسبة لآدمز ضرورة وجود نخبة مستنيرة، أخلاقية، وذكية لتوفير القيادة للحكومة المنتخبة من قبل الجماهير والمُعرَّضة للديماغوجية، الجهل، والفساد. كتب هنري لشقيقه تشارلز أن ميل أثبَتَ له بأن »الديمقراطية ما تزال قادرة على مكافأة من يخدمها بضميرٍ حي«. أدَّت سنوات عمله في لندن بآدمز للاستنتاج أن بإمكانه توفير أفضل تلك القيادة الذكية والمنصفة عن طريق العمل كمراسل وصحفي.

## مؤرخ ومفكر
في عام 1868، عاد آدمز إلى الولايات المتحدة واستقر في واشنطن العاصمة، حيث بدأ بالعمل بوظيفة صحفي. رأى آدمز نفسه متمسكًا بالتقاليد ويتوق إلى المثل الديمقراطي الأعلى للقرنين السابع عشر والثامن عشر. وعلى ذلك، كان حريصًا على فضح الفساد السياسي في صحافته.
قال آدمز، »أعتقد بأن لي كان يجب أن يُشنق. كان الأسوأ من ذلك أنه كان رجلًا طيبًا وشخصية جميلة وتَصرف بضمير حي. دائمًا يكون الرجال الطيبون هم الذين يتسببون بأكثر الأذية إلى العالم«.
في عام 1870، عُيِّن آدمز في منصب أستاذٍ لتاريخ العصور الوسطى في هارفارد، وهو المنصب الذي شغله إلى حين تقاعده المبكر عام 1877 بعمر 39 عامًا. باعتباره مؤرخًا اكاديميًا، يُنظر إلى آدمز على كونه أول من أجرى (في 1874-1876) ندوة تاريخية في الولايات المتحدة. كان هنري كابوت لودج من بين طُلابه، والذي عمل مباشرةً مع آدمز بصفته طالب دراسات عليا.
في 27 يونيو، 1872، تزوج من كلوفر هوبر في بيفّيرلي، ماساتشوستس، وقضوا شهر عسلهم في أوروبا، وكان أغلبه مع تشارلز ميلن جاسكل في دير وينلوك في شروبشاير، إنجلترا. عند عودتهم، عاد إلى منصبه في هارفارد، وأصبح بيتهم في 91 شارع مارلبورو، بوسطن، مكان تجمعٍ لدائرة حيوية من المثقفين. أنُتخب آدمز ليكون زميلًا للأكاديمية الأمريكية للفنون والعلوم عام 1875. وانتقل مع زوجته في عام 1877 إلى واشنطن العاصمة، حيث أصبح بيتهم في ساحة لافاييت، مقابل البيت الأبيض، مركزًا لامعًا وممتعًا للحياة الاجتماعية. عمل بوظيفة صحفي واستمر بالعمل بوظيفة مؤرخ.
أُطلق على كتاب آدمز تاريخ الولايات المتحدة الأمريكية (1801-1817) (9 مجلدات، 1889-1891) لقب »تُحفة مهملة« من قبل غاري ويلز، و»تاريخ لم يتم استبداله« من قبل سي. فان وودوارد. هو تاريخٌ مفصل لإدارات جيفرسون وماديسون، مع تركيزه على الدبلوماسية. أُثني عليه على نطاق واسع لجدارته الأدبية، وخصوصًا للفصول الافتتاحية الخمسة في المُجلد الأول، التي تصف الأمة في عام 1800. انتُقدت هذه الفصول أيضًا؛ يقول نوبل كننغهام بصراحة » أخطأ آدمز في الحكم على الدولة في عام 1800« في سعيه لتحقيق تأثير أدبي، يناقش كننغهام، بأن آدمز تجاهل ديناميكية وتعقيد الأمة الجديدة.
في ثمانينيات القرن التاسع عشر، كتب آدمز روايتين، بدايةً برواية الديمقراطية، التي نشرت بصورة مجهولة في عام 1880 وأصبحت مشهورة في الحال. (لم يكشف الناشر عن هوية المؤلف إلى بعد وفاة آدمز.) روايته الأخرى إستر، نُشرت تحت اسم مستعار هو فرانسيس سنو كومبتون، والتي كان يُعتقد بأن بطلتها صيغت لتحاكي زوجته.
كان آدمز عضوًا في دائرة حصرية، وهي مجموعة من الأصدقاء يُطلق عليهم اسم »خمسة من القلوب« التي تألفت من هنري، زوجته كلوفّر، الجيولوجي ومتسلق الجبال كلارنس كينغ، جون هاي (مساعد لنكولن ووزير الخارجية لاحقًا)، وزوجة هاي كلارا. كان الفنان جون لا فارج واحدًا من مرافقي آدمز المعتادين في السفر، والذي سافر معه إلى اليابان وبحار الجنوب. كانت إليزابيث كاميرون مراسلة مقربة لآدمز منذ زمن طويل، وزوجة السيناتور جاي. دونالد كاميرون.

## وصلات خارجية
- هنري بروكس آدمز على موقع الموسوعة البريطانية (الإنجليزية)
- هنري بروكس آدمز على موقع إن إن دي بي (الإنجليزية)
- تربية هنري آدمز
- أعمال هنري بروكس آدمز من موقع مشروع جوتنبرج